# Kris Gemmell

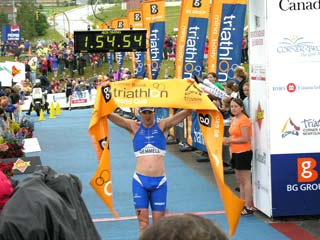
Kris Gemmell ganando el Triatlón Corner Brook, en Canadá (2006)

Kris Gemmell (Napier, 28 de abril de 1977) es un deportista neozelandés que compitió en triatlón y acuatlón. Ganó cinco medallas en el Campeonato de Oceanía de Triatlón entre los años 2002 y 2012, y dos medallas en el Campeonato Mundial de Acuatlón en los años 2002 y 2004.

## Palmarés internacional
| Campeonato de Oceanía | Campeonato de Oceanía      | Campeonato de Oceanía | Campeonato de Oceanía |
| Año                   | Lugar                      | Medalla               | Prueba                |
| --------------------- | -------------------------- | --------------------- | --------------------- |
| 2002                  | Queenstown (Nueva Zelanda) | Medalla de plata      | Individual            |
| 2003                  | Queenstown (Nueva Zelanda) | Medalla de bronce     | Individual            |
| 2010                  | Wellington (Nueva Zelanda) | Medalla de plata      | Individual            |
| 2011                  | Wellington (Nueva Zelanda) | Medalla de oro        | Individual            |
| 2012                  | Devonport (Australia)      | Medalla de plata      | Individual            |

| Campeonato Mundial | Campeonato Mundial | Campeonato Mundial | Campeonato Mundial |
| Año                | Lugar              | Medalla            | Prueba             |
| ------------------ | ------------------ | ------------------ | ------------------ |
| 2002               | Cancún (México)    | Medalla de oro     | Individual         |
| 2004               | Funchal (Portugal) | Medalla de bronce  | Individual         |